# (3355) Onizuka
(3355) Onizuka – planetoida z pasa głównego asteroid okrążająca Słońce w ciągu 3 lat i 86 dni w średniej odległości 2,19 j.a. Została odkryta 8 lutego 1984 roku w Lowell Observatory (Anderson Mesa Station) przez Edwarda Bowella. Nazwa planetoidy pochodzi od Ellisona Onizuki (1946-1986), amerykańskiego astronauty, członka załogi STS-51-L. Przed nadaniem nazwy planetoida nosiła oznaczenie tymczasowe (3355) 1984 CC1.